# Підмурняк Олексій Олексійович
Підмурня́к Олексій Олексійович (нар. 19 березня 1974, Хмельницький, Хмельницька область, УРСР) — лікар-уролог та організатор охорони здоров'я вищої кваліфікаційної категорії, науковець, Заслужений лікар України (2014), доктор медичних наук (2016), дійсний член Європейської асоціації урологів та ендоурологів (2004), завідувач урологічного відділення Хмельницької обласної лікарні (2020).

## Біографія
Народився 19 березня 1974 року в місті Хмельницькому, Хмельницької області. Батько Олексій Васильович працював інженером, мати Надія Юхимівна — бухгалтером.
Одружений. Дружина Надія Миколаївна — лікар-гематолог Хмельницької обласної лікарні. Виховують двох дітей.

### Освіта
- 1991 — з відзнакою закінчив загальноосвітню школу №5 м.Хмельницького.
- 1997 — з відзнакою закінчив лікувальний факультет Чернівецького державного медичного інституту.
- 1997-1999 — інтернатура за спеціальністю урологія на базі Хмельницької обласної лікарні.
- 2001-2004 — аспірантура (заочна форма навчання) на базі Буковинської державної медичної академії.
- 2003 — захистив дисертацію на здобуття наукового ступеня кандидата медичних наук за спеціальністю урологія в Інституті урології НАМН України (м.Київ).
- 2007-2009 — магістратура (заочна форма навчання) на базі Університету управління та права (м.Хмельницький) за фахом «Адміністративний менеджмент».
- 2016 — після успішного захисту дисертації в Інституті урології НАМН України (м.Київ) отримав звання доктора медичних наук за спеціальністю урологія.

### Трудова діяльність
- З 1999 — лікар-уролог та лікар-андролог урологічного відділення Хмельницької обласної лікарні.
- З 2006 — асистент кафедри хірургії факультету післядипломної освіти Вінницького національного медичного університету ім.М.І.Пирогова (за сумісництвом).
- 2006-2019 — заступник головного лікаря з хірургічної роботи Хмельницької обласної лікарні (по сумісництву)
- З 2020 — завідувач урологічного відділення Хмельницької обласної лікарні.

## Наукова діяльність

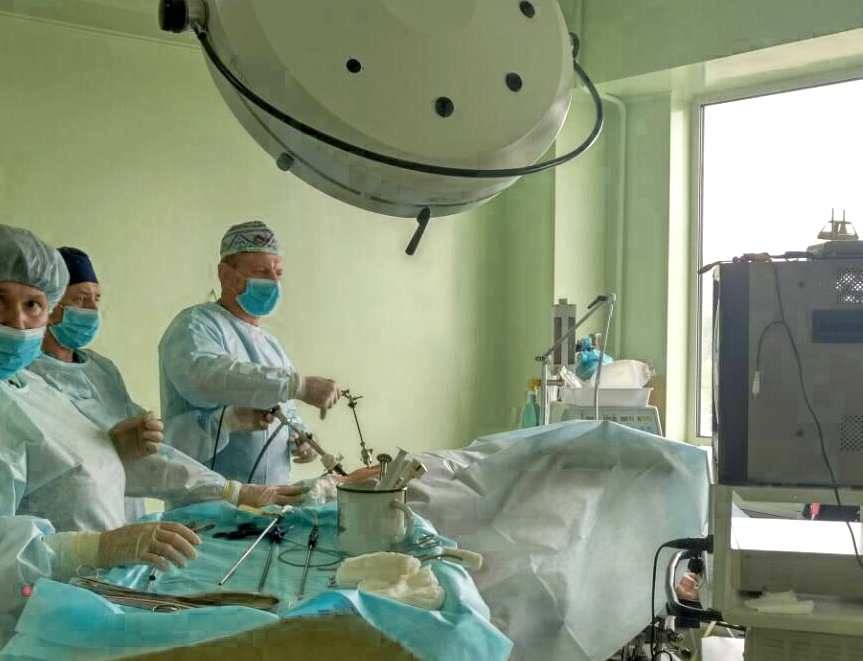
2017 р., Підмурняк Олексій Олексійович (праворуч) під час операції.

Основні напрями наукових досліджень: ендоскопічна та лапароскопічна урологія, радикальні оперативні втручання при онкопатології, консервативне та оперативне лікування стресового нетримання сечі у жінок. Андрологія: діагностика та лікування еректильної дисфункції, безпліддя.
Підмурняк О.О. з 2004 року є дійсним членом Європейської асоціації урологів та ендоурологів, голова громадської організації «Подільська спілка урологів».
З самого початку трудової діяльності широко запроваджував у роботі нові методики обстеження та лікування урологічних хворих. Введено у практику оперативну техніку при стресовому нетриманні сечі. Організовано та впроваджено в практичну медицину лапароскопічні та ретроперитонеоскопічні операції на органах сечостатевої системи.
В 2009 році став одним з перших хірургів України, який провів лапароскопічне видалення нирки з приводу термінального гідронефрозу.
Брав участь у багатьох конгресах, з’їздах, симпозіумах, неодноразово проходив стажування з урології в Україні та за кордоном (Німеччина, Нідерланди, Франція, Китай).
Автор понад 60 наукових статей, шести патентів на винахід.
Виявляються організаторські здібності, які Олексій Олексійович застосовує задля розвитку урологічної служби Хмельницької області. Так, розроблено та запроваджено в роботу бази даних урологічних хворих за нозологіями. Впроваджено систему контролю за пацієнтом у ранньому післяопераційному періоді. За підтримки головного лікаря створено принципово нову систему діагностики та лікування хворих з політравмою, організовано внутрішньолікарняну комп’ютерну мережу, запроваджено телемедицину.

## Громадська діяльність
Член громадської ради при виконавчому комітеті Хмельницької міської ради.

## Нагороди та відзнаки
- 2012 — Подяка Міністерства охорони здоров'я України.
- 2014 — Заслужений лікар України.
- 2018 — Грамота Верховної Ради України